# Etelis radiosus
Etelis radiosus és una espècie de peix de la família dels lutjànids i de l'ordre dels perciformes.

## Morfologia
- Els mascles poden assolir 80 cm de longitud total.[3][4]

## Alimentació
Menja principalment peixos.

## Hàbitat
És un peix marí de clima tropical que viu entre 90-360 m de fondària.

## Distribució geogràfica
Es troba des de Sri Lanka fins a Samoa, les Illes Ryukyu i Austràlia.

## Ús comercial
Es comercialitza fresc.